# Alamut

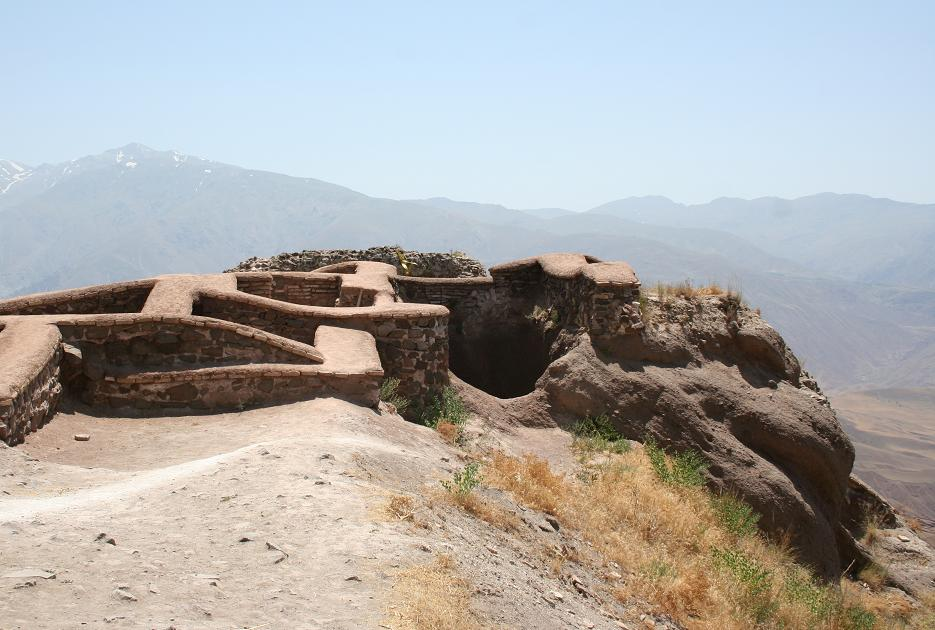
Ruiny twierdzy Alamut w Iranie

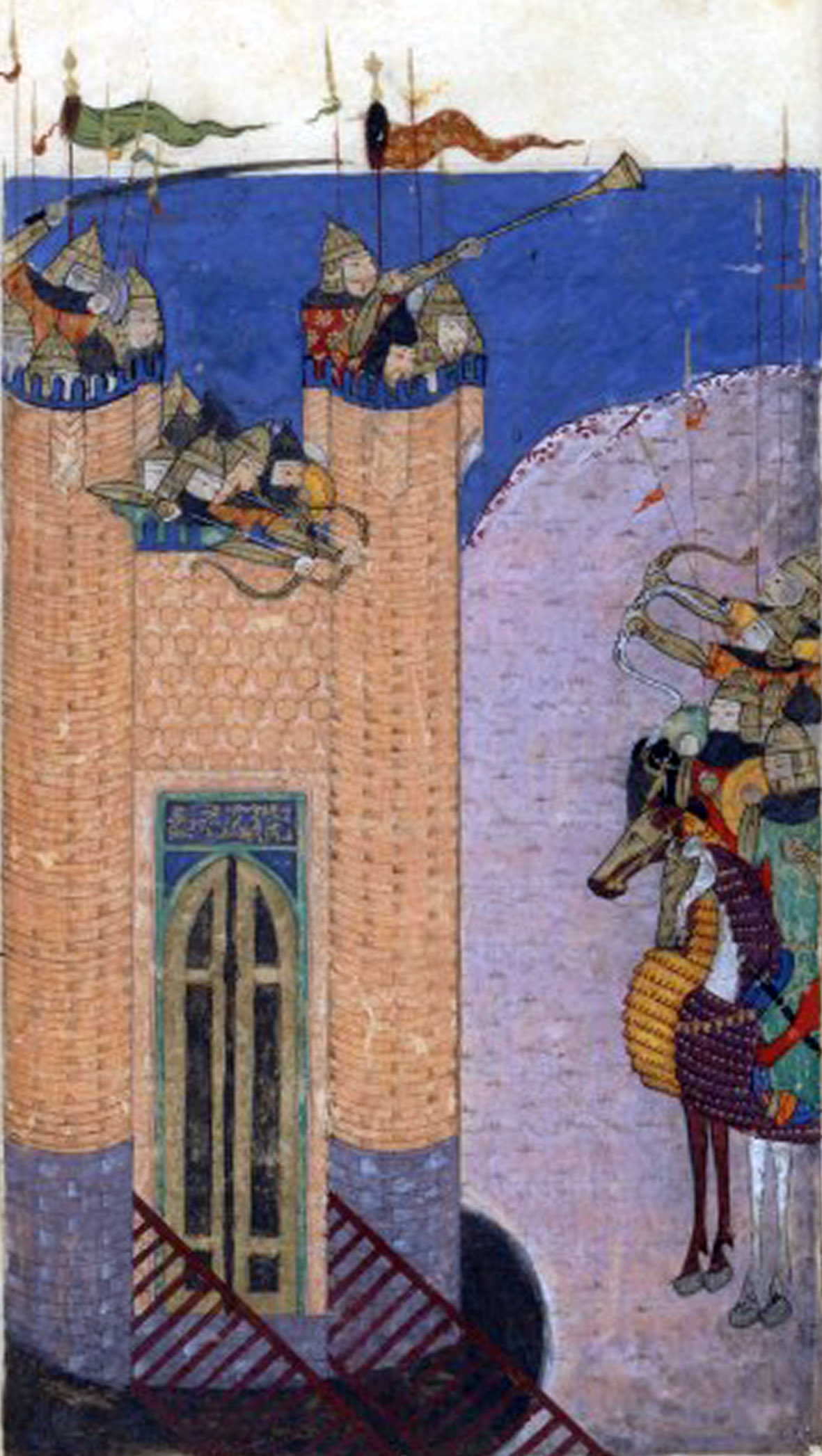
Oblężenie twierdzy Alamut w 1256 roku, perska miniatura z XV wieku

Alamut (pers. ‏دژ الموت‎) – górska twierdza powstała IX wieku, a być może wcześniej, z inicjatywy jednego z władców kraju Daylam. Położona w górach Elburs na południe od Morza Kaspijskiego ok. 100 km od dzisiejszego Teheranu. W okresie od 1090 do 1256 roku Alamut był ośrodkiem politycznym nizaryckich isma'ilitów, zwanych także asasynami. W grudniu 1256 roku zamek został zniszczony w czasie inwazji mongolskiej pod wodzą Hulagu-chana.

## Etymologia
Nazwa „Alamut” wywodzi się prawdopodobnie z języka Daylam (w oryginale: Aluh Amut) i oznacza „nauczanie orła” albo „orle gniazdo”.

## Legenda Alamut

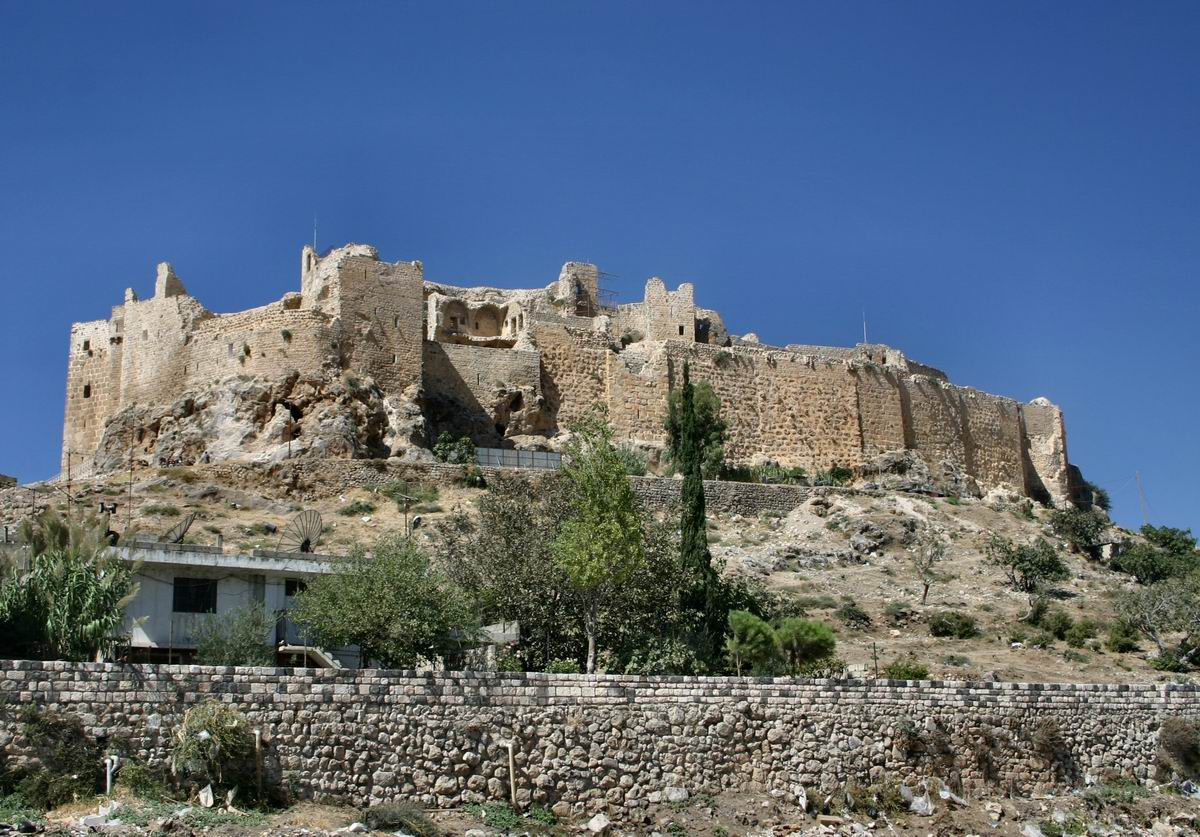
Twierdza Masjaf w Syrii

Niektórzy znają Alamut przede wszystkim jako siedzibę legendarnego „Starca z Gór” (Raszid ad-Din Sinan). W istocie, osoba, w stosunku do której najczęściej używano terminu „Starzec z Gór”, postrach krzyżowców oraz pielgrzymów udających się do Ziemi Świętej, Raszid ad-Din Sinan, rezydował nie w Alamucie, ale w górach Syrii, w swojej górskiej twierdzy Masjaf.

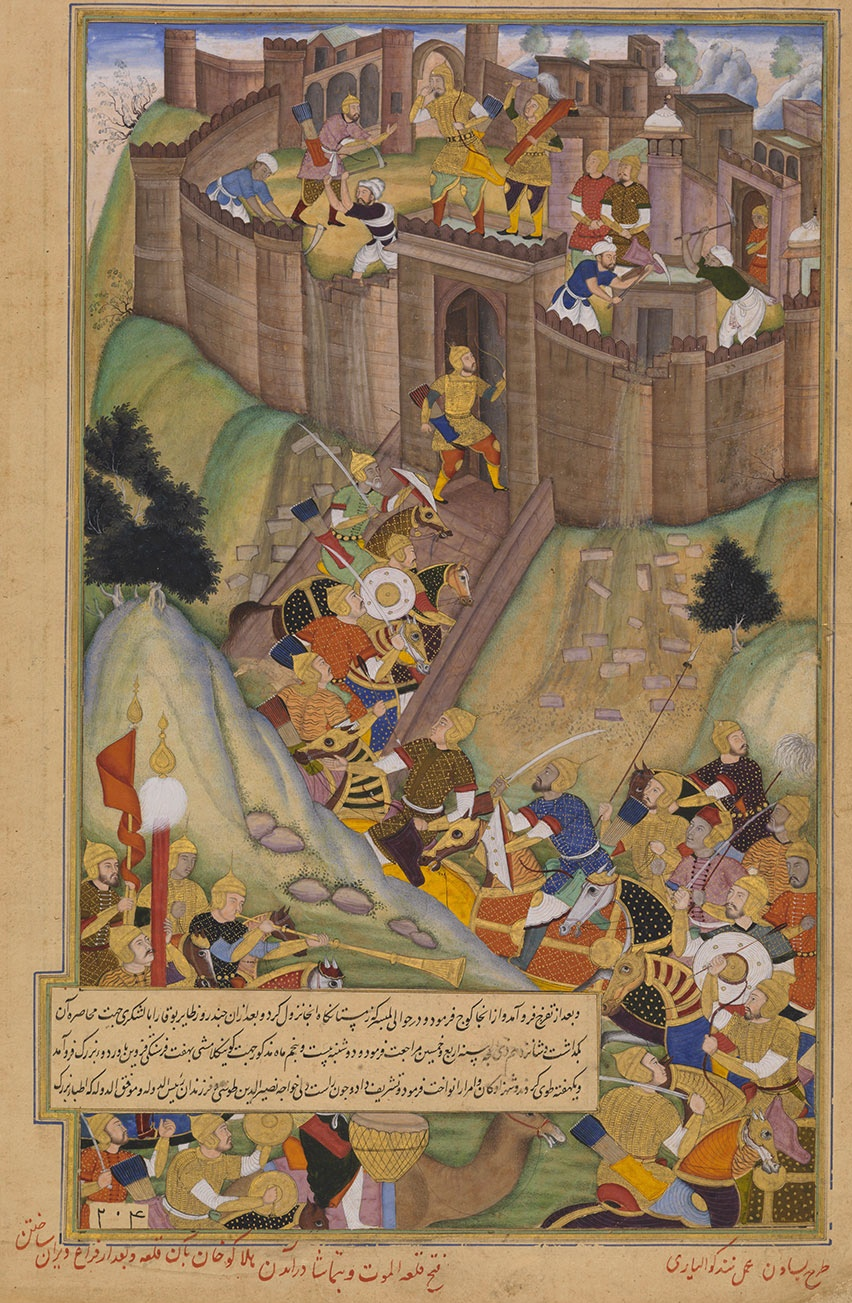
Twierdza Alamut, perska miniatura z XV wieku

W pobliżu Alamutu miał, wedle legendy, znajdować się (znany w Europie z opisów Marco Polo) słynny nizarycki ogród rozkoszy nazwany „Firdous e Bareen”, w którym jakoby adepci asasynów mieli zażywać narkotycznych i seksualnych rozkoszy będących namiastką raju, czekającego ich po udanym zakończeniu ich samobójczych misji. Ogród ten nigdy nie istniał – był wyłącznie jednym z elementów legendy, otaczającej sektę asasynów.
Forteca Alamut występowała często w różnych tekstach kultury. W 1938 r. słoweński pisarz Vladimir Bartol wydał powieść o tytule Alamut; sama twierdza Alamut pojawia się też w książkach Baudolino oraz Wahadło Foucaulta Umberta Eco. Odniesienie do twierdzy Alamut znaleźć też można w grach Broken Sword: The Shadow Of The Templars i Assassin's Creed, a także w filmie Książę Persji: Piaski czasu. Dużo miejsca twierdzy poświęcił w swojej książce Korona świata Peter Berling, który siedzibę asasynów na kartach swojej powieści nazywał Różą, gdyż ta na jej kartach swoim kształtem miała przypominać ten kwiat. O sekcie asasynów oraz ich siedzibie w Alamut pisał polski pisarz Waldemar Łysiak, między innymi w książkach; Milczące psy, Salon 2 – alfabet szulerów cz. II.

## Władcy Alamut
Lista nie jest kompletna. Imamowie nizaryckich isma'ilitów:
- Hasan ibn Sabbah (1090–1124)
- Kiya Buzrug Ummid (1124–1138)
- Muhammad bin Kiya Buzrug (1138–1162)
- Ali al-Hâdî bin al-Nizâr
- Mohammed I (Al-Môhtadî bin al-Hâdî)
- al-Hassan I (Hasan al-Kahir bin al-Môhtadî bi-Kuvvet’ûl-Lâh / bi-Ahkâmî’l-Lâh)
- al-Hassan II (Hasan Alâ Zikrihi’s Selâm) (1162–1166)
- Mohammed II (Alâ’ad-Dîn Muhammed bin Hasan-ı Sânî) (1166–1210)
- Calâl al-Dîn Hassan III (1210–1221)
- Mohammed III (Alâ’ad-Dîn Muhammed bin Calâl al-Dîn Hassan) (1221–1255)
- Rukh al-Din Khurshah (1255–1256)